# ATC code L04
ATC code L04 داروهای سرکوب‌کننده سیستم ایمنی زیرگروهی درمانی از سیستم طبقه‌بندی شیمیایی درمانی آناتومیک است. این سیستمِ متشکل از کدهای حرفی‌عددی را سازمان جهانی بهداشت برای طبقه‌بندی داروها و سایر تولیدات پزشکی ایجاد کرده است. زیرگروه L04 جزوی از گروه آناتومیک L ضدسرطان‌ها و عوامل تعدیل‌کنندهٔ ایمنی است.

کدهای مورد استفاده در دامپزشکی (کدهای ATCvet) را می‌توان با گذاشتن حرف Q جلو کدهای انسانی ATC ایجاد کرد: مثلاً QL04. 
ممکن است نسخه‌های ملی از طبقه‌بندی ATC حاوی کدهای اضافه‌ای باشند که در این فهرست (نسخهٔ سازمان جهانی بهداشت) نیامده باشند.

## L04A Immunosuppressants

### L04AA Selective immunosuppressants
L04AA02 Muromonab-CD3
L04AA03 Antilymphocyte immunoglobulin (horse)
L04AA04 Antithymocyte immunoglobulin (rabbit)
L04AA06 مایکوفنولیک اسید
L04AA10 Sirolimus
L04AA13 Leflunomide
L04AA15 Alefacept
L04AA18 اورولیمس
L04AA19 گوسپریموس
L04AA21 Efalizumab
L04AA22 Abetimus
L04AA23 Natalizumab
L04AA24 Abatacept
L04AA25 اکولیزومب
L04AA26 بلیموماب
L04AA27 Fingolimod
L04AA28 Belatacept
L04AA29 توفاسیتینیب
L04AA31 Teriflunomide
L04AA32 اپرمیلاست
L04AA33 Vedolizumab
L04AA34 Alemtuzumab
L04AA35 Begelomab
L04AA36 Ocrelizumab
L04AA37 Baricitinib

### L04ABعامل نکروز توموری آلفا(TNF-α)inhibitors
L04AB01 اتانرسپت
L04AB02 اینفیلیکسیماب
L04AB03 Afelimomab
L04AB04 آدالیمومب
L04AB05 ستولیزوماب پگول
L04AB06 گولیموماب

### L04ACاینترلوکینinhibitors
L04AC01 داکلیزاماب
L04AC02 Basiliximab
L04AC03 آناکینرا
L04AC04 ریلوناسپت
L04AC05 اوستکناماب
L04AC07 توسیلیزومب
L04AC08 کاناکینومب
L04AC09 Briakinumab
L04AC10 سکییوکروماب
L04AC11 Siltuximab
L04AC12 Brodalumab
L04AC13 ایکسیکیزوماب
L04AC14 Sarilumab

### L04ADCalcineurininhibitors
L04AD01 سیکلوسپورین
L04AD02 تاکرولیموس
L04AD03 Voclosporin

### L04AX Other immunosuppressants
L04AX01 آزاتیوپرین
L04AX02 تالیدومید
L04AX03 متوتروکسات
L04AX04 Lenalidomide
L04AX05 پیرفنیدون
L04AX06 Pomalidomide